# Гринів (село)
Гри́нів — село в Україні, у Давидівській сільській територіальній громаді Львівського району Львівської області. Населення становить 258 осіб. Входить до Звенигородського старостинського округу.

## Історія

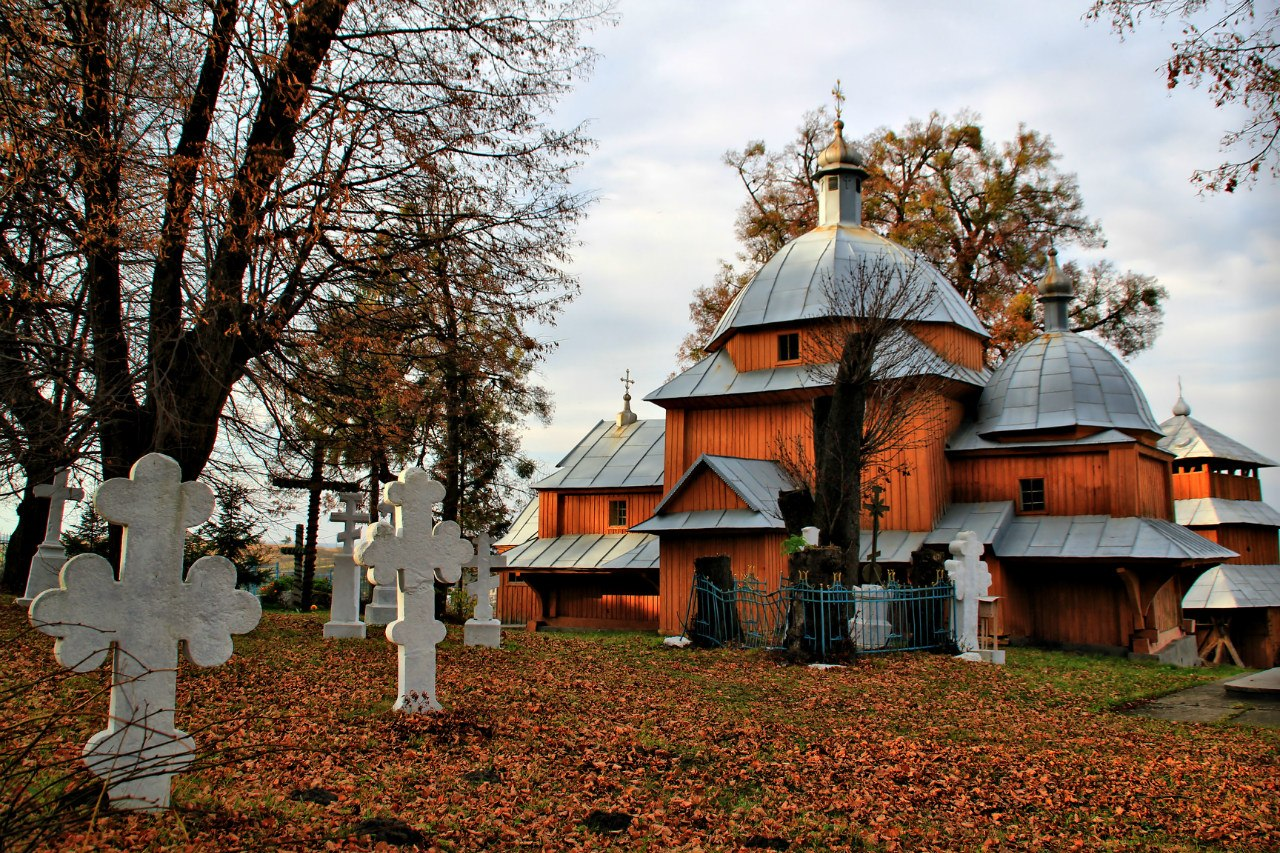
Церква Св. Юрія (дер.), с. Гринів,

Адміністративно село раніше входило до складу Бібрецького повіту. В селі діяла філіяльна школа.
Біля села Гринів знайдено могильник пшеворської культури 1 ст. до н. е. Більша частина пам'ятки знищена. 1975 виявлено 6 трупоспалених урнових поховань разом із великою кількістю артефактів: фібул, пряжок, предметів побуту, зброї. Поховання воїна-вождя у цьому могильнику є найбагатшим з виявлених поховань пшеворської культури. У ньому навколо римської урни з перепаленими кістками містилася велика кількість зброї, предметів одягу, прикрас. Унікальною є бронзова обкладка піхов меча зі сценами, що відображають міфологічний сюжет про походження роду. Поряд із пшеворським розташований могильник липицької культури, який досліджував український археолог М.Смішко (наприкінці 1920 — початку 1930-х рр.).

У лісі коло села 9 листопада 1948 року відбувся бій УПА з підрозділом МГБ СРСР, в якому загинув начальник СБ ОУН Ярослав Дякон, крайовий референт СБ Львівського краю, підполковник СБ Богдан Прокопів — «Степан», співробітник крайового осередку СБ ОУН Львівського краю, сотник СБ Теофіль Михайлів (Михайлунів) — «Зенко», командир охоронної боївки, булавний Михайло Ковалик — «Сталевий» та охоронець, вістун Василь Сохан — «Довбач»( житель села Гринів). На місці загибелі повстанців насипано символічну могилу та встановлено хрест, освячений у 1993 році. Нині на цьому місці встановлено пам'ятник.

## Населення
За даними всеукраїнського перепису населення 2001 року, у селі мешкало 399 осіб. Мовний склад села був таким:

### Мова
Розподіл населення за рідною мовою за даними перепису 2001 року:
| Мова       | Кількість | Відсоток |
| ---------- | --------- | -------- |
| українська | 396       | 99.25%   |
| російська  | 2         | 0.50%    |
| вірменська | 1         | 0.25%    |
| Усього     | 399       | 100%     |

## Церква
- церква св. Юрія (дер.) збудована у 1781 р. (УГКЦ). Внесена до реєстру пам'яток архітектури за охоронним номером 1394 /1.

Адміністратор парафії — о. Андрій Павлів
- церква Архистратига Михаїла (ПЦУ). Належить до Пустомитівського деканату, Львівської єпархії УАПЦ.

## Відомі люди

### Народилися
- Антін Ангелович — Митрополит Галицький та Архієпископ Львівський, предстоятель Української Греко-Католицької Церкви.
- Красицький Йосиф — український священик (УГКЦ), громадський діяч (москвофіл), поет, посол Галицького сейму, Райхсрату.[5]

### Працювали
- Йосиф Бучинський (1891—1941) — греко-католицький священник, жертва радянських репресій, слуга Божий — душпастирював у селі в 1917—1921 роках.

## Світлини

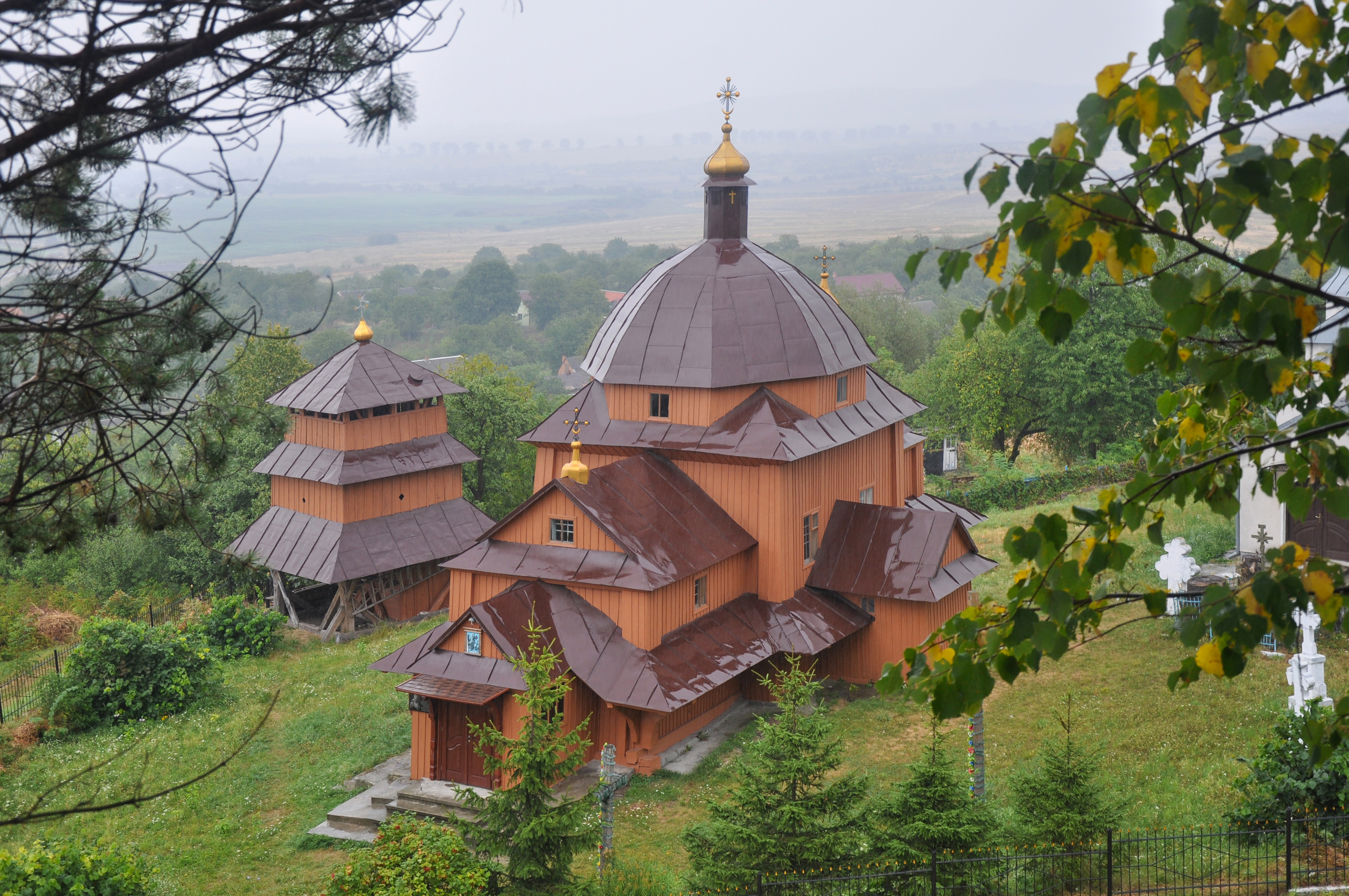
Дерев'яна церква св. Юрія
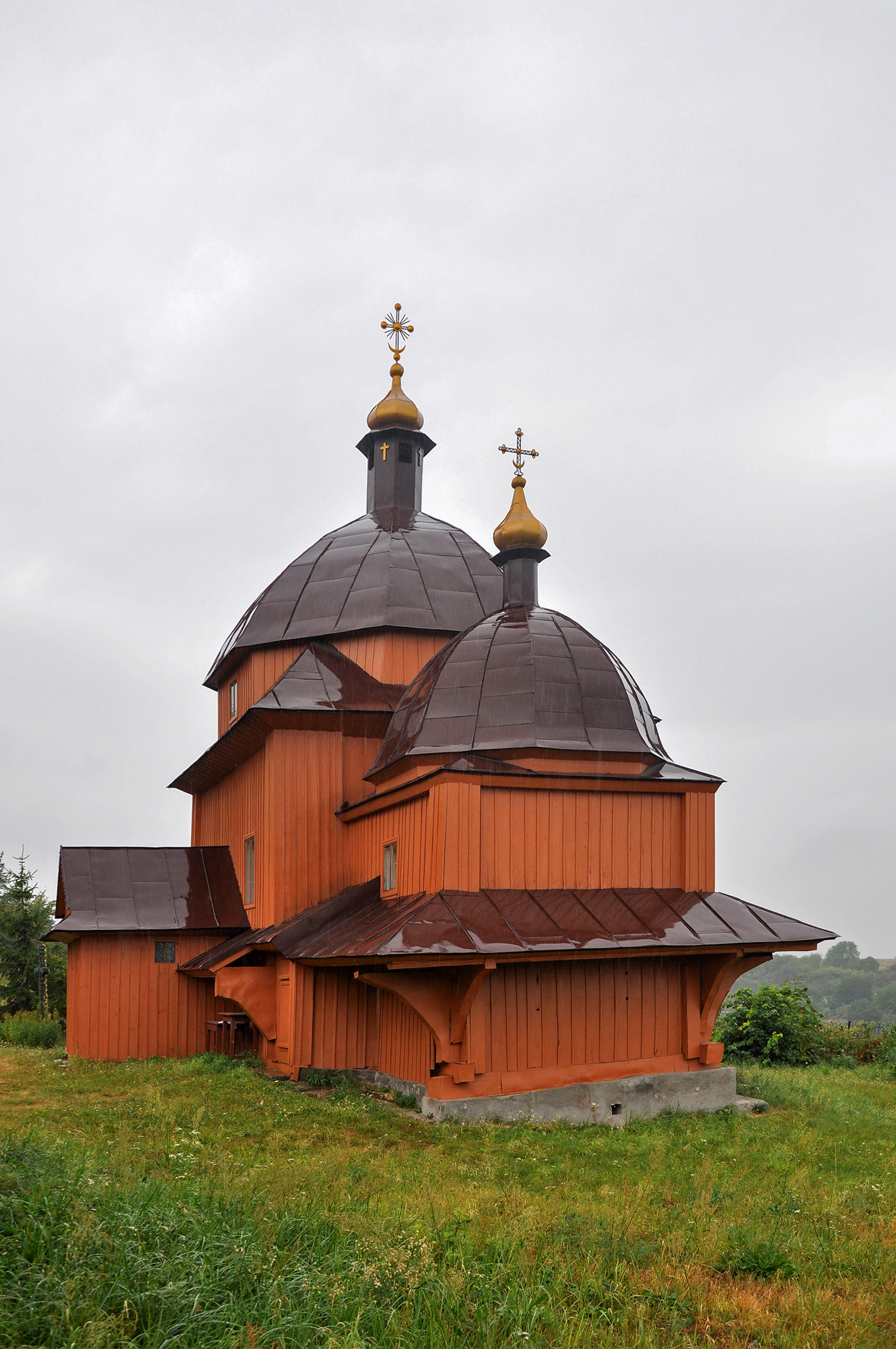
Дерев'яна церква св. Юрія
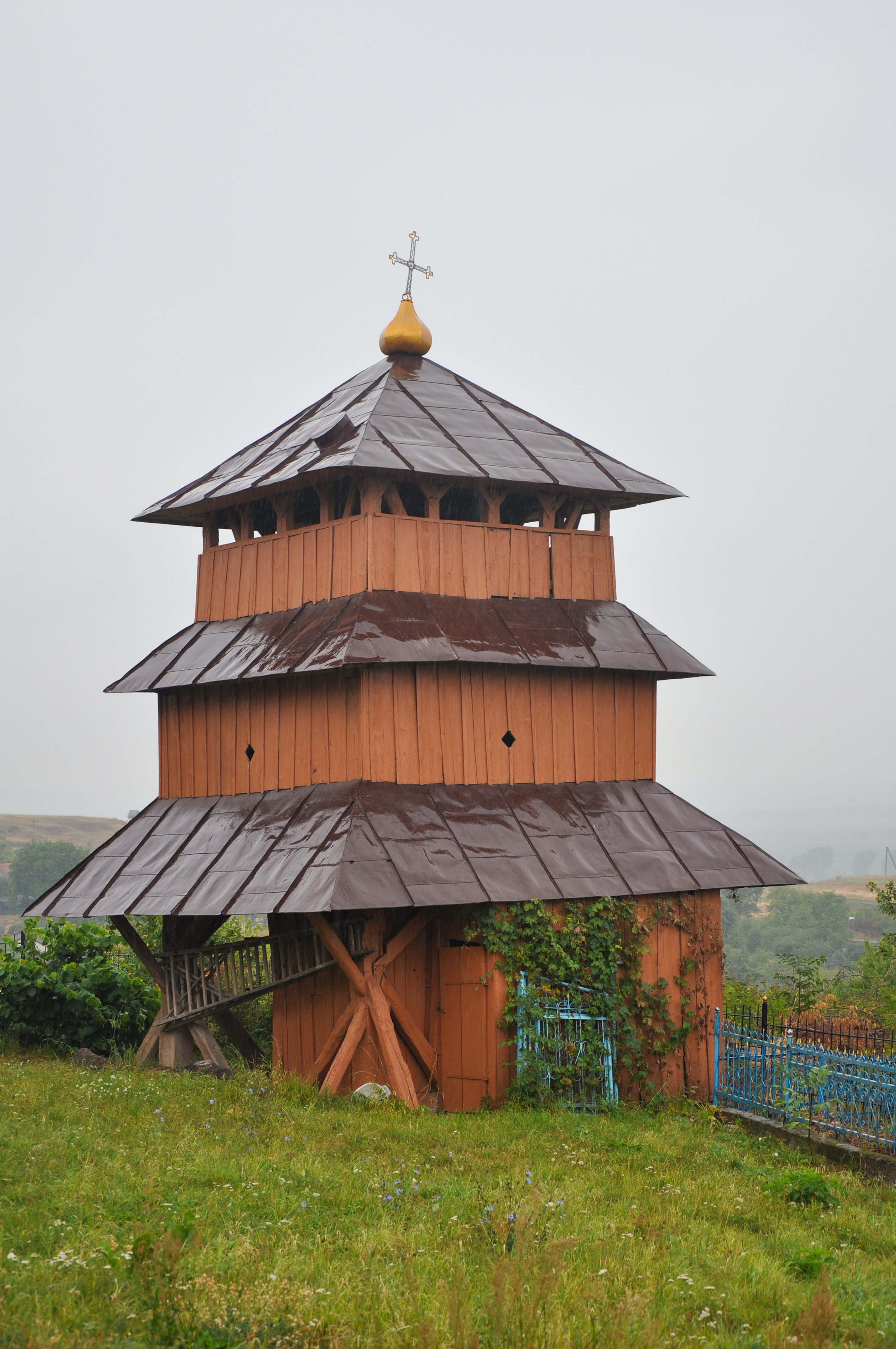
Дзвіниця церкви св. Юрія
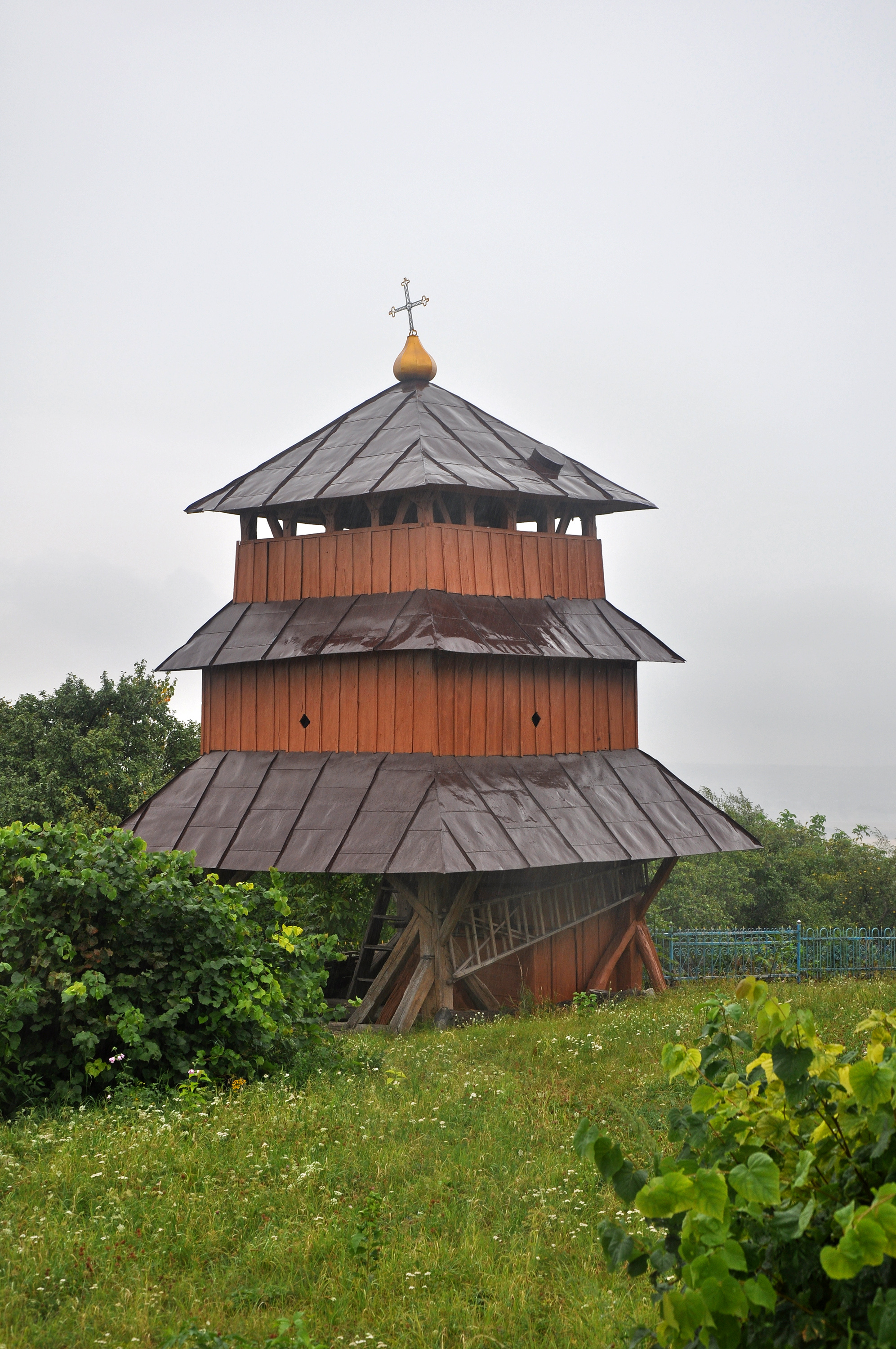
Дзвіниця церкви св. Юрія